# Jan May (Radsportler)
Jan May (* 11. Juni 1995 in Landau in der Pfalz) ist ein ehemaliger deutscher Bahnradsportler.

## Sportliche Laufbahn
Jan May ist Spezialist in den Kurzzeitdisziplinen auf der Bahn. Seinen ersten großen internationalen Erfolg hatte er 2012, als er gemeinsam mit Richard Aßmus und Maximilian Dörnbach bei den Junioren-Europameisterschaften die Goldmedaille im Teamsprint errang. Im Jahr darauf wurde er mit Dörnbach und Patryk Rahn erneut Europameister (U23), und bei den Junioren errang er die Silbermedaille im Keirin. Bei den UCI-Bahn-Weltmeisterschaften der Junioren 2013 belegte er gemeinsam mit Dörnbach und Rahn im Teamsprint Rang drei. Dabei stellten die drei Sportler mit 45,581 Sekunden einen neuen deutschen Junioren-Rekord auf. 2016 errang May im Teamsprint jeweils eine Bronzemedaille bei den Europameisterschaften der Elite (mit Robert Förstemann und Eric Engler) und bei den U23-Europameisterschaften (mit Maximilian Dörnbach und Richard Aßmus).

## Erfolge
2011
- Deutscher Junioren-Meister – Teamsprint (mit Pascal Ackermann und Benjamin König)

2012
- Junioren-Europameister – Teamsprint (mit Richard Aßmus und Maximilian Dörnbach)

2013
- Junioren-Weltmeisterschaft – Teamsprint (mit Maximilian Dörnbach und Patryk Rahn)
- Junioren-Europameister – Teamsprint (mit Maximilian Dörnbach und Patryk Rahn)
- Junioren-Europameisterschaft – Keirin

2016
- Europameisterschaft – Teamsprint (mit Robert Förstemann und Eric Engler)
- Europameisterschaft (U23) – Teamsprint (mit Maximilian Dörnbach und Richard Aßmus)